# Juanulloa pavonii
Juanulloa pavonii là loài thực vật có hoa trong họ Cà. Loài này được (Miers) Benth. & Hook. mô tả khoa học đầu tiên năm 1891.